# Homebush
Homebush är förort till Sydney i Australien, 15 kilometer väster om stadens centrala affärsdistrikt. 
Homebush skapades som ett eget litet samhälle av kolonin New South Wales första fria nybyggare (till skillnad från straffångarna) som anlände med fartyget Bellona 1793. 
2011 hade förorten omkring 6 000 invånare, varav de flesta inte födda i Australien.